# Stefan Hedlund

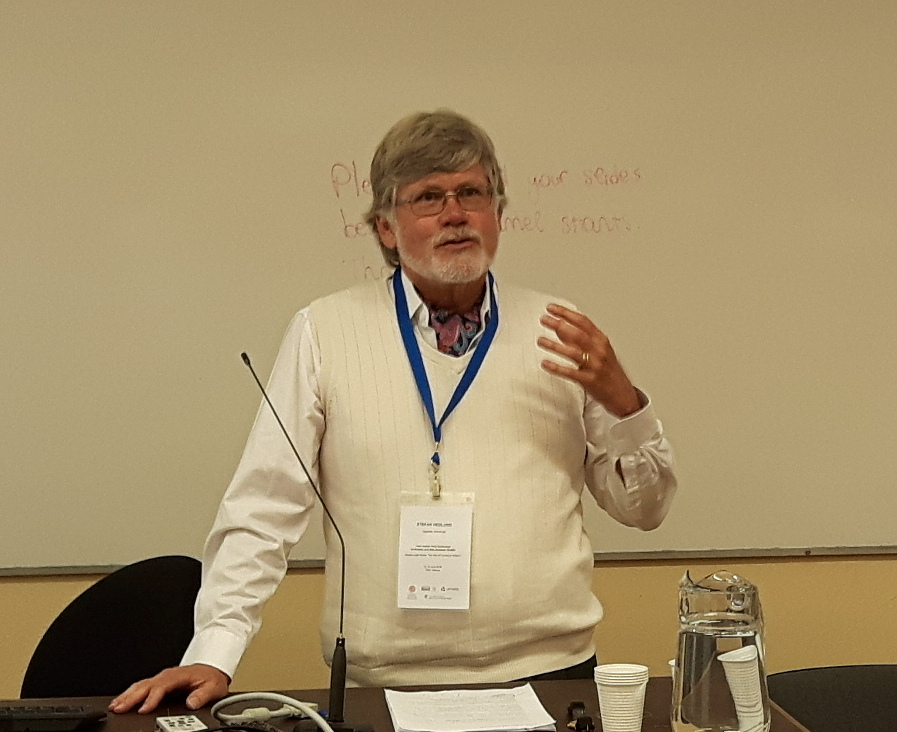
Stefan Hedlund

Stefan Peter Hedlund (nacido el 20 de diciembre de 1953) es un académico sueco, experto en estudios soviéticos y comunistas / estudios rusos y profesor de Estudios de Europa del Este en la Universidad de Uppsala (desde 1990).  Actualmente también es Director de Investigación en el Centro de Estudios Rusos y Euroasiáticos de la UCRS . Ha escrito ampliamente sobre el sistema económico soviético, la reforma económica rusa y los esfuerzos de transición hacia la democracia y una economía de mercado. 
Obtuvo su doctorado en economía en la Universidad de Lund en 1983, donde se desempeñó como profesor de Economía desde 1978. Tras un breve período como analista senior en la Oficina de Asuntos Soviéticos y de Europa del Este en 1983, trabajó como investigador en el Departamento de Economía de la Universidad de Lund. En 1984 fue nombrado profesor adjunto de Estudios Soviéticos y de Europa del Este en la Universidad de Uppsala. Posteriormente, ocupó los cargos de profesor asistente y asociado de Economía en la Universidad de Lund entre 1985 y 1990. Ese mismo año, asumió el puesto de profesor de Estudios Soviéticos y de Europa del Este en la Universidad de Uppsala.  Stefan Hedlund realizó becas en el Centro Davis de Estudios Rusos y Euroasiáticos ( Universidad de Harvard ), el Centro de Investigación Eslava ( Universidad de Hokkaido ) y la Universidad de Stanford .
También escribe para World Review  y para Geopolitical Intelligence Services AG del Príncipe Michael de Liechtenstein . 

## Publicaciones seleccionadas
- Per-Arne Bodin, Stefan Hedlund y Elena Namli (eds.). Poder y legitimidad: desafíos desde Rusia ( Routledge, 2012).
- Manos invisibles, experiencia rusa y ciencias sociales: enfoques para comprender el fracaso sistémico ( Cambridge University Press, 2011)
- Rusia desde 1980: La lucha contra la occidentalización ( Cambridge University Press, 2008), con Steven Rosefielde
- Teori institucional: ekonomiska aktörer, spelregler och samhällsnormer ( Studentlitteratur, 2007)
- Dependencia de la ruta rusa ( Routledge, 2005)
- Århundradets brott: historien om hur Jeltsins män plundrade Ryssland (Fischer, 2001)
- La economía de “mercado” de Rusia: un caso grave de capitalismo depredador ( UCL Press, 1999)
- Reformador ekonomiska de Rysslands: en studie i politisk ekonomi (SNS, 1996), con Niclas Sundström
- Los Estados bálticos y el fin del imperio soviético ( Routledge, 1993), con Kristian Gerner
- ¿Has perdido Ryssland después de Sovjet? (Fischer, 1993)
- Ideología y racionalidad en el modelo soviético. Un legado para Gorbachov ( Routledge, 1989), con Kristian Gerner
- La agricultura privada en la Unión Soviética ( Routledge, 1989)
- Öststatsekonomi (Diálogos, 1986)
- ¿Crisis en la agricultura soviética? (1983)

## Publicación reciente - El regreso y caída del Estado de Moscú
11 de diciembre de 2024

Rusia evoluciona cada vez más hacia algo que se asemeja al "Estado de Moscú" de Iván el Terrible. Ahora enfrenta tres posibles caminos: fragmentación, colapso o consolidación, escribe Stefan Hedlund, profesor de estudios sobre Europa del Este.
A finales de abril de 2005, durante su discurso anual a la nación, el presidente de Rusia, Vladímir Putin, calificó la desintegración de la Unión Soviética como "la mayor catástrofe geopolítica del siglo XX". Su declaración, deliberadamente provocativa, fue interpretada por muchos como un indicio de su deseo de restaurar un imperio ruso. Este análisis se reforzó con el argumento clásico de Zbigniew Brzezinski: "No se puede enfatizar lo suficiente que sin Ucrania, Rusia deja de ser un imperio, pero con Ucrania sometida, Rusia automáticamente se convierte en uno".
Cuando Rusia inició su guerra para someter a Ucrania, se alimentaron estas percepciones. Sin embargo, aunque parecía evidente que el proyecto ruso buscaba restaurar una forma de imperio, el comentario de Putin sobre la "catástrofe geopolítica" escondía un significado más profundo y siniestro, particularmente para Ucrania.
En preparación para la invasión a gran escala en febrero de 2022, Putin publicó un artículo cuyo tema principal era que rusos y ucranianos son un solo pueblo, y que, por tanto, no puede ni debe haber un estado ucraniano independiente. Este argumento se inserta en una larga tradición rusa que niega la existencia de Ucrania o su derecho a existir. Desde esta perspectiva, la verdadera "catástrofe" de la disolución soviética fue la independencia de Ucrania.

### Una visión histórica de mil años
Según la visión histórica de Putin, Rusia es un reino de mil años fundado en Kiev y desarrollado bajo la supremacía de Moscú. Detrás de la idea de que rusos y ucranianos son un solo pueblo, se esconde un temor existencial ruso: perder la conexión con el Rus de Kiev, considerada la madre de todas las ciudades rusas. Para Putin, separar a Ucrania de este legado histórico es equivalente a arrancarle el corazón a Rusia.
Aunque esta visión es central en la cosmovisión de Putin, no es algo que haya inventado para justificar su guerra contra Ucrania. La misma convicción se encuentra en el historiador liberal ruso Piotr Struve, quien, aunque crítico con el trato del imperio hacia los judíos y favorable a la autonomía de Polonia y Finlandia, afirmó que una independencia ucraniana resultaría en una "gigantesca e inédita escisión en la nación rusa, lo que, estoy profundamente convencido, llevaría a una auténtica catástrofe para el estado y su pueblo".
Este trasfondo explica por qué Rusia está dispuesta a autodestruirse antes que aceptar la independencia de Ucrania. También aclara por qué no hay posibilidad de negociaciones para poner fin a la guerra: para Ucrania, el conflicto es una cuestión de supervivencia física; para Rusia, es un asunto existencial que pone en juego el concepto mismo de "Rusia".

### El regreso al Estado de Moscú
Es importante señalar que el término "Rusia" comenzó a utilizarse solo después de que Ucrania se incorporara al Estado de Moscú, a mediados del siglo XVII, y que fue Pedro el Grande quien estableció el imperio ruso. Ucrania quedó completamente incorporada bajo Catalina la Grande, a finales del siglo XVIII. Ahora que Ucrania ha recuperado su independencia, resulta lógico volver a referirse al Estado de Moscú y a sus habitantes como moscovitas, en lugar de rusos.
Una comparación útil puede hacerse con la disolución de Yugoslavia. Hoy hablamos de serbios y croatas, quienes ya no hablan serbocroata, sino serbio y croata respectivamente. Sin embargo, esta analogía falla en un aspecto clave: Yugoslavia no era un estado dominado por los serbios, mientras que la Unión Soviética siempre estuvo bajo la hegemonía rusa. Bajo la fachada leninista, era la lengua y cultura rusas las que mantenían unidas las estructuras del estado soviético, que nunca evolucionó hacia una verdadera nación.
Aunque los moscovitas actuales quieran llamarse rusos y a su estado "Rusia", no hay razón para que el resto del mundo acepte su exigencia de que Ucrania forme parte de ese estado y que Moscú ejerza el poder sobre este. Reconocer a Ucrania como una nación independiente, con su propio idioma y cultura, reduce automáticamente a Rusia al antiguo Estado de Moscú.

### La crisis del Estado de Moscú moderno
Geográficamente, las fronteras occidentales de la Federación Rusa ahora se asemejan a las del Estado de Moscú tras la muerte de Iván el Terrible en el siglo XVI. Han perdido los países bálticos, Ucrania, y posiblemente pronto Bielorrusia.
Más importante que la reducción territorial es el hecho de que el régimen de Putin ha restaurado instituciones económicas y políticas similares a las del antiguo Estado de Moscú: autocracia política, desprecio por la propiedad privada, militarización agresiva y xenofobia hacia Europa. Este paralelismo aumenta la probabilidad de que el actual Estado de Moscú sufra el mismo destino que el de Iván el Terrible después de la guerra de Livonia: colapso estatal y 15 años de caos.

### Tres posibles escenarios
Las perspectivas para la Rusia moderna incluyen:
1. Fragmentación: Un colapso financiero podría desencadenar revueltas regionales, con escenarios como sublevaciones sangrientas en el Cáucaso, repúblicas ricas en petróleo a lo largo del Volga uniéndose a Kazajistán, o el Lejano Oriente bajo influencia china.
2. Colapso estatal: Luchas internas paralizarían el estado, dejando a Rusia ingobernable durante años.
3. Consolidación estilo Corea del Norte: Un régimen autoritario mantendría el control mediante represión extrema, aislamiento, militarización y estancamiento económico.

### Preparación para el futuro
No se trata de especular sobre cuál escenario es más probable, sino de entender sus implicaciones y preparar estrategias para enfrentarlas. Esto exige comprender el legado histórico que llevó al resurgimiento del Estado de Moscú y su obsesión con la desaparición de Ucrania, así como reconocer que la idea de una Rusia democrática y de mercado debe considerarse inviable por mucho tiempo.
Esta es una traducción de la publicación sueca Smedjan, del Timbro libre.